# Гурницкий, Веслав
Веслав Гурницкий (литературные псевдонимы: Аякс, Алекс, Civis, Роберт Ф. Стрэттон, Фредерик Вежбиньський, Scorpio, Krewa; род. 6 февраля 1931 года в Варшаве — 7 октября 1996, там же) — польский репортёр, обозреватель, журналист, политический деятель.

## Биография
Сын Казимира Гурницкого и Марии Вольской. Во время Второй мировой войны учился в конспиративной гимназии им. Николая Рея в Варшаве, а после окончания войны — в Гимназии им. князя Юзефа Понятовского в Ловиче и Государственном среднем авиационно-механическом училище в Варшаве (1946—1949). После получения диплома техника-летчика, через год был зачислен студентом на Авиационный факультет Инженерной школы им. Ипполита Вавельберга и Станислава Ротванда. Затем работал в редакциях изданий: «Крылатая Польша» (1949—1953), «Солдат свободы» (1953—1956), «Флаг молодых» (1955—1957), «Мир» (1956—1961).
Был военным корреспондентом на Ближнем Востоке (1956) и Индонезии (1959—1960). С 1958 до 1961 года комментатор Польской кинохроники. Начиная с 1961 года находился в США, где изучал журналистику в Университете Индианы, также был (в 1967 г.) корреспондентом PAP в ООН. После возвращения в Польшу он работал в центральном офисе PAP, а с 1968 по 1974 г. в иностранном отделе газеты «Жизнь Варшавы». С 1969 до 1980 года вел радиопередачу «Перископ». В 1970-е годы, кроме того, сотрудничал с журналами: «Современность», «Вокруг света», «Культура» и «Диалог». С 1974 до 1981 года был членом редакции еженедельника «Пшекруй». В 1980 году был членом Президиума Всемирного Совета Мира.
С октября 1981 года — работник государственной администрации, считается одним из ведущих пропагандистов тогдашней правящей власти (для публикаций пользовался, в частности, псевдонимом Павел Шуравский). В ночь, когда было введено военное положение в Польше, был призван на военную службу (с 1981 года в звании капитана, с 1982 года — майора, от 1986 года — подполковника). Близкий соратник генерала Войцеха Ярузельского (в частности, автор большинства его выступлений, в том числе выступления от 13 декабря 1981). С декабря 1981 года по 1 февраля 1982 года сотрудник Пресс-службы Правительства, с февраля по 15 сентября 1982 года — сотрудник Кабинета Председателя Совета Министров, затем руководитель Исследовательской группы при Председателе Совета Министров (до 1 января 1984 г.). С 1984 по 1985 годы директор Независимой исследовательской группы и Председатель Комитета Обороны при Председателе Совета Министров. С 1985 до 1 августа 1989 года директор Независимой исследовательской группы при Председателе Государственного Совета и Председатель Комитета Обороны Страны. В период 1986—1989 гг. — в редакционном совете издательской группы «Читатель». С августа 1989 года по 31 декабря 1990 года директор Департамента Политической Канцелярии Президента Польской народной республики, Главнокомандующего Вооруженных Сил.
Начиная с 1991 года. на пенсии. В 1990-е годы. сотрудничал с журналами «Сегодня» (очерки под псевдонимом «Civis») и NIE.
Награды и премии: Премия им. Юлиана Бруна (1957), Премии Польского Клуба Публицистов Международной Ассоциации Польских Журналистов (1961 — за книгу: Там, где перец растет; 1980 — за репортажи из Афганистана и Кампучии), лауреат I степени премии Председателя Рабочего Кооперативного Издательства «Пресса» (позже известного как RSW «Пресса-Книга-Движение», 1967 и 1979; за жизненные достижения в области журналистики), рыцарский Крест Ордена Возрождения Польши (1975), Премия им. Болеслава Пруса (1980; за жизненные достижения в области журналистики), Офицерский Крест Ордена Возрождения Польши (1983), серебряная медаль «За Заслуги для Обороноспособности Страны» (1984), премия еженедельника «Литературная Жизнь» (1984), серебряный Знак «За Заслуги в развитии Гражданской Обороны» (1987), Командорский крест Ордена Возрождения Польши (1989), золотая медаль «За Заслуги для Обороноспособности Страны» (1990).
Член Союза Борьбы Молодых (1947—1948), Союза Польской Молодежи (1948—1956), Профессиональной ассоциации Журналистов Польши и Ассоциации Польских Журналистов (1949—1981, в частности, заместитель председателя правления Варшавского Отделения 1956—1957, секретарь Польского Клуба Международных Публицистов 1958—1960), Польской Объединенной Рабочей Партии (1953—1990), Союза Польских Литераторов (1974—1981).
По книге Гурницкого был написан сценарий фильма «Заклятие долины змей».
Похоронен на Военном Кладбище на Повонзках.

## Творчество
- Trzy skandale. Dziennikarska opowieść o kilku tajemnicach Drugiej Rzeczpospolitej (Czytelnik 1956)
- Październik czterdziesty pierwszy (autor scenariusza i tekstów; album poświęcony ZSRR; Iskry 1959)
- Warszawa nie odpowiada (pod pseud. «Fryderyk Wierzbiński»; szkic historyczny; Wydawnictwo Ministerstwa Obrony Narodowej 1960)
- Tam, gdzie pieprz rośnie. Reportaż z trzech tysięcy wysp (Książka i Wiedza 1961; wydanie 2 poprawione: 1961)
- Giaur wśród Jankesów (reportaże; Książka i Wiedza 1963)
- Podróż po garść ryżu (reportaże; Iskry 1964; seria: «Świat się zmienia»)
- Tu i teraz. Szkice publicystyczne (Czytelnik 1970)
- Opowieści zdyszane (reportaże; Iskry 1971)
- Raport z Hamburga (reportaże; Państwowy Instytut Wydawniczy 1971)
- Indiański pióropusz (pod pseud. «Fryderyk Wierzbiński»; książka dla młodzieży; Biuro Wydawnicze «Ruch» 1972)
- Wybrane problemy obiegu informacji w strukturze władzy USA (Centrum Informacji Naukowej, Technicznej i Ekonomicznej — Ośrodek Informacji Centralnej 1973)
- Wielki świat. Ze wspomnień snoba-katorżnika (wspomnienia; Czytelnik 1976)
- Zanim zaczną rządzić maszyny (reportaże; Czytelnik 1976)
- Od fiordu do atolu (reportaże; Krajowa Agencja Wydawnicza 1977, seria Szczęśliwa Siódemka)
- Ballada hotelowa (opowieść; Wydawnictwo Literackie 1979, ISBN 83-08000-31-2)
- O Narodach Zjednoczonych bez tajemnic (książka dla młodzieży; Młodzieżowa Agencja Wydawnicza 1979, ISBN 83-20301-96-3, seria: «Biblioteka Harcerskiej Służby Polsce Socjalistycznej», nr 7; 1987, ISBN 83-20300-84-3)
- Sceny przydrożne (репортажи; 1979)
- Vietnam — Kampuchea 1979. An eye-witness report (World Peace Council, Helsinki 1979; книга была переведена на немецкий, испанский и французский языки)
- Bambusowa klepsydra (reportaż z Kambodży); Państwowy Instytut Wydawniczy 1980, ISBN 83-06003-10-1), в русском переводе — «Песочные часы» (1983)
- Czas nietoperza (pod pseud. «Robert F. Stratton»; powieść sensacyjna; Czytelnik 1981, 1988), в русском переводе: Роберт Стрэттон, «Час нетопыря» (1989).
- Rzeczy minione (publicystyka; Wydawnictwo Literackie 1983, ISBN 83-08009-37-9)
- Czarne złoto (pod pseud. «Robert F. Stratton»; powieść sensacyjna; «Tygodnik Ostrołęcki» nr 49-53/1984, 2-52/1985, 1/1986)
- Teraz już można. Ze wspomnień kulawego Szerpy (wspomnienia; Wydawnictwo Dolnośląskie 1994, ISBN 83-70233-25-2)